# 1996年アトランタオリンピックのメキシコ選手団
1996年アトランタオリンピックのメキシコ選手団（1996ねんアトランタオリンピックのメキシコせんしゅだん）は、1996年7月19日から8月4日にかけてアメリカ合衆国のジョージア州アトランタで開催された1996年アトランタオリンピックのメキシコ選手団、およびその競技結果。

## 概要
今大会は銅メダル1個、合計1個のメダルを獲得した。

## メダル
| メダル | 選手名             | 競技 | 種目         |
| ------ | ------------------ | ---- | ------------ |
| 銅     | ベルナルド・セグラ | 陸上 | 男子20km競歩 |